# Romete bulbiseta
Romete bulbiseta is een eenoogkreeftjessoort uit de familie van de Rometidae. De wetenschappelijke naam van de soort is voor het eerst geldig gepubliceerd in 2003 door Seifried & Schminke.